# Alcockia
Alcockia es un género de peces de la familia Ophidiidae, del orden Ophidiiformes. Esta especie marina fue descubierta por Goode & T. H. Bean en 1896.
Solo cuenta con una única especie llamada Alcockia rostrata, que se encuentra en los océanos Índico y Pacífico a profundidades que van desde los 2761 a 4040 metros (9058 a 13255 pies). Puede llegar a crecer 35 centímetros de longitud.

### Lectura recomendada
- Special Publication of the Center for Biodiversity Research and Information, no. 1, vol 1-3.